# Pseudochazara pseudobaldiva
Pseudochazara pseudobaldiva är en fjärilsart som beskrevs av Gross 1978. Pseudochazara pseudobaldiva ingår i släktet Pseudochazara och familjen praktfjärilar. Inga underarter finns listade i Catalogue of Life.